# Saison 1962-1963 de la LIH
Saison précédente Saison suivante
La Saison 1962-1963 est la dix-huitième saison de la ligue internationale de hockey.
Les Komets de Fort Wayne remporte la Coupe Turner en battant les Millers de Minneapolis en série éliminatoire.

## Saison régulière
Les Flags de Port Huron joignent la ligue avant le début de la saison. Les Chiefs d'Indianapolis et les Mercurys de Toledo pour leur part cessent leurs activités. 

### Classement de la saison régulière
Pour les significations des abréviations, voir Statistiques du hockey sur glace.
| Clt   | Équipe                 | PJ | V  | D  | N | BP  | BC  | Pts |
| ----- | ---------------------- | -- | -- | -- | - | --- | --- | --- |
| +001, | Komets de Fort Wayne   | 70 | 35 | 30 | 5 | 283 | 255 | 75  |
| +002, | Millers de Minneapolis | 70 | 36 | 32 | 2 | 296 | 301 | 74  |
| +003, | Zephyrs de Muskegon    | 70 | 34 | 31 | 5 | 328 | 326 | 73  |
| +004, | Knights d'Omaha        | 70 | 30 | 35 | 5 | 252 | 248 | 65  |
| +005, | Flags de Port Huron    | 70 | 28 | 36 | 6 | 246 | 273 | 62  |
| +006, | Saints de St. Paul     | 70 | 23 | 44 | 3 | 241 | 328 | 49  |

- Champion de la saison régulière
- Qualifié pour les séries éliminatoires

### Meilleurs pointeurs
| Joueur         | Équipe      | PJ | B  | A  | Pts | Pun |
| -------------- | ----------- | -- | -- | -- | --- | --- |
| Ed Bartoli     | Minneapolis | 70 | 56 | 74 | 130 | 110 |
| Ken Saunders   | Minneapolis | 62 | 52 | 72 | 124 | 87  |
| Len Thornson   | Fort Wayne  | 70 | 32 | 83 | 115 | 10  |
| Joe Kastelic   | Muskegon    | 67 | 63 | 41 | 104 | 45  |
| Eddie Long     | Fort Wayne  | 70 | 56 | 46 | 102 | 44  |
| Lloyd Maxfield | Port Huron  | 69 | 50 | 52 | 102 | 47  |
| Gerry Glaude   | Muskegon    | 70 | 15 | 86 | 101 | 60  |
| Ken Yackel     | Minneapolis | 70 | 40 | 60 | 100 | 70  |
| Stan Konrad    | Muskegon    | 66 | 41 | 58 | 99  | 62  |
| Bruce Lea      | Minneapolis | 51 | 34 | 63 | 97  | 29  |

## Séries éliminatoires
Les séries éliminatoires se déroulent du 30 mars au 23 avril. Les vainqueurs des demi-finales s'affrontent pour l'obtention de la Coupe Turner.

### Tableau
|  | Demi-finales           | Demi-finales           |                      |   | Finale | Finale |
|  | Demi-finales           | Demi-finales           |                      |   | Finale | Finale |
|  |                        |                        |                      |   |        |        |
|  |                        |                        |                      |   |        |        |
|  |                        |                        |                      |   |        |        |
|  | Komets de Fort Wayne   | 4                      |                      |   |        |        |
|  | Komets de Fort Wayne   | 4                      |                      |   |        |        |
|  | Zephyrs de Muskegon    | 2                      |                      |   |        |        |
|  | Zephyrs de Muskegon    | 2                      | Komets de Fort Wayne | 4 |        |        |
|  |                        |                        | Komets de Fort Wayne | 4 |        |        |
|  |                        | Millers de Minneapolis | 1                    |   |        |        |
|  | Millers de Minneapolis | Millers de Minneapolis | 1                    | 4 |        |        |
|  | Millers de Minneapolis |                        |                      | 4 |        |        |
|  | Knights d'Omaha        | 3                      |                      |   |        |        |
|  | Knights d'Omaha        | 3                      |                      |   |        |        |

### Demi-finales
Pour les demi-finales, l'équipe ayant terminé au premier rang lors de la saison régulière, les Komets de Fort Wayne, affrontent l'équipe ayant terminé au troisième rang, les Zephyrs de Muskegon, puis celle ayant fini au deuxième rang, les Millers de Minneapolis, font face à l'équipe ayant pris la quatrième place, les Knights d'Omaha. Pour remporter les demi-finales, les équipes doivent obtenir quatre victoires.
| Date    | Équipe à domicile    | Score   | Équipe visiteuse     |
| ------- | -------------------- | ------- | -------------------- |
| 30 mars | Komets de Fort Wayne | 4-7     | Zephyrs de Muskegon  |
| 3 avril | Zephyrs de Muskegon  | 5-0     | Komets de Fort Wayne |
| 4 avril | Komets de Fort Wayne | 6-2     | Zephyrs de Muskegon  |
| 6 avril | Zephyrs de Muskegon  | 5-6 (P) | Komets de Fort Wayne |
| 7 avril | Komets de Fort Wayne | 5-3     | Zephyrs de Muskegon  |
| 9 avril | Zephyrs de Muskegon  | 6-7 (P) | Komets de Fort Wayne |

Les Komets de Fort Wayne remportent la série 4 victoires à 2.
| Date    | Équipe à domicile      | Score | Équipe visiteuse       |
| ------- | ---------------------- | ----- | ---------------------- |
| 30 mars | Millers de Minneapolis | 4-6   | Knights d'Omaha        |
| 31 mars | Millers de Minneapolis | 6-1   | Knights d'Omaha        |
| 2 avril | Knights d'Omaha        | 1-4   | Millers de Minneapolis |
| 4 avril | Knights d'Omaha        | 7-3   | Millers de Minneapolis |
| 5 avril | Millers de Minneapolis | 6-3   | Knights d'Omaha        |
| 6 avril | Knights d'Omaha        | 8-4   | Millers de Minneapolis |
| 9 avril | Millers de Minneapolis | 4-1   | Knights d'Omaha        |

Les Millers de Minneapolis remportent la série 4 victoires à 3.

### Finale
La finale oppose les vainqueurs de leur série respectives, les Komets de Fort Wayne et les Millers de Minneapolis. Pour remporter la finale les équipes doivent obtenir quatre victoires.
| Date     | Équipe à domicile      | Score | Équipe visiteuse       |
| -------- | ---------------------- | ----- | ---------------------- |
| 13 avril | Komets de Fort Wayne   | 8-4   | Millers de Minneapolis |
| 14 avril | Komets de Fort Wayne   | 1-6   | Millers de Minneapolis |
| 17 avril | Millers de Minneapolis | 1-2   | Komets de Fort Wayne   |
| 20 avril | Millers de Minneapolis | 3-6   | Komets de Fort Wayne   |
| 23 avril | Komets de Fort Wayne   | 4-2   | Millers de Minneapolis |

Les Komets de Fort Wayne remportent la série 4 victoires à 1.

### Effectifs de l'équipe championne
Voici l'effectif des Komets de Fort Wayne, champion de la Coupe Turner 1963:
- Entraîneur : Ken Ullyot.
- Joueurs : Chuck Adamson, Ivan Prediger, Gary Young, Nelson Bullock, Lionel Repka, Bobby Rivard, John Goodwin, Norman Waslawski, Roger Maisonneuve, Reg Primeau, Eddie Long, Len Thornson, Gary Sharp et Ted Wright.

## Trophées remis
| Trophée               | Description                       | Vainqueur            |
| --------------------- | --------------------------------- | -------------------- |
| Coupe Turner          | Champion des séries éliminatoires | Komets de Fort Wayne |
| Trophée Fred-A.-Huber | Champion de la saison régulière   | Komets de Fort Wayne |

| Trophée                  | Description                                         | Vainqueur                             |
| ------------------------ | --------------------------------------------------- | ------------------------------------- |
| Trophée Leo-P.-Lamoureux | Meilleur pointeur                                   | Ed Bartoli des Millers de Minneapolis |
| Trophée James-Gatschene  | Joueur MVP                                          | Len Thornson des Komets de Fort Wayne |
| Leading Rookie award     | Meilleur joueur recrue                              | John Gravel des Knights d'Omaha       |
| Trophée James-Norris     | Gardien avec la plus faible moyenne de buts alloués | Glenn Ramsay des Knights d'Omaha      |